# Liste des clochers-murs de la Haute-Corse
Cet article recense les édifices religieux de la Haute-Corse, en France, munis d'un clocher-mur.

## Liste
| Édifice                | Commune | Notes            | Coordonnées                      | Photo |
| ---------------------- | ------- | ---------------- | -------------------------------- | ----- |
| Église de l'Assomption | Cateri  | Classé MH (1992) | 42° 34′ 16″ nord, 8° 53′ 34″ est |       |